# Китайский лев

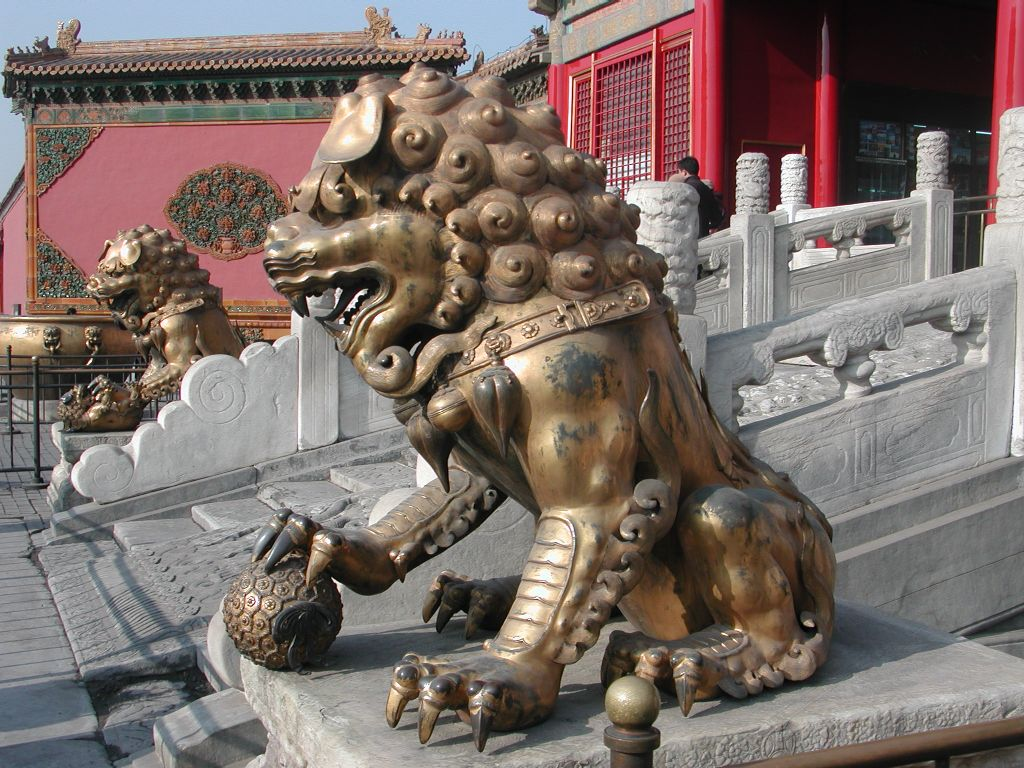
Императорские львы в Запретном городе.

Китайский лев, лев-страж (кит. трад. 獅, упр. 狮, пиньинь shī, ши; яп. 獅子, сиси, реже — дзиси) — традиционное, обычно скульптурное и парное изображение мифического льва-стража (иногда — собаки или оленя) перед воротами императорских усыпальниц, правительственных резиденций, административных зданий и культовых сооружений императорского Китая (приблизительно со времён династии Хань) и Японии. В настоящее время — атрибут буддийских храмов в Северо-Восточной Азии (Китай, Корея, Япония, Монголия) и в азиатской части России, и синтоистских святилищ.
Лев как мистический символ имеет широкое распространение в дхармических религиях. Он, например, является ваханой (ездовым животным) Манджушри.

## История

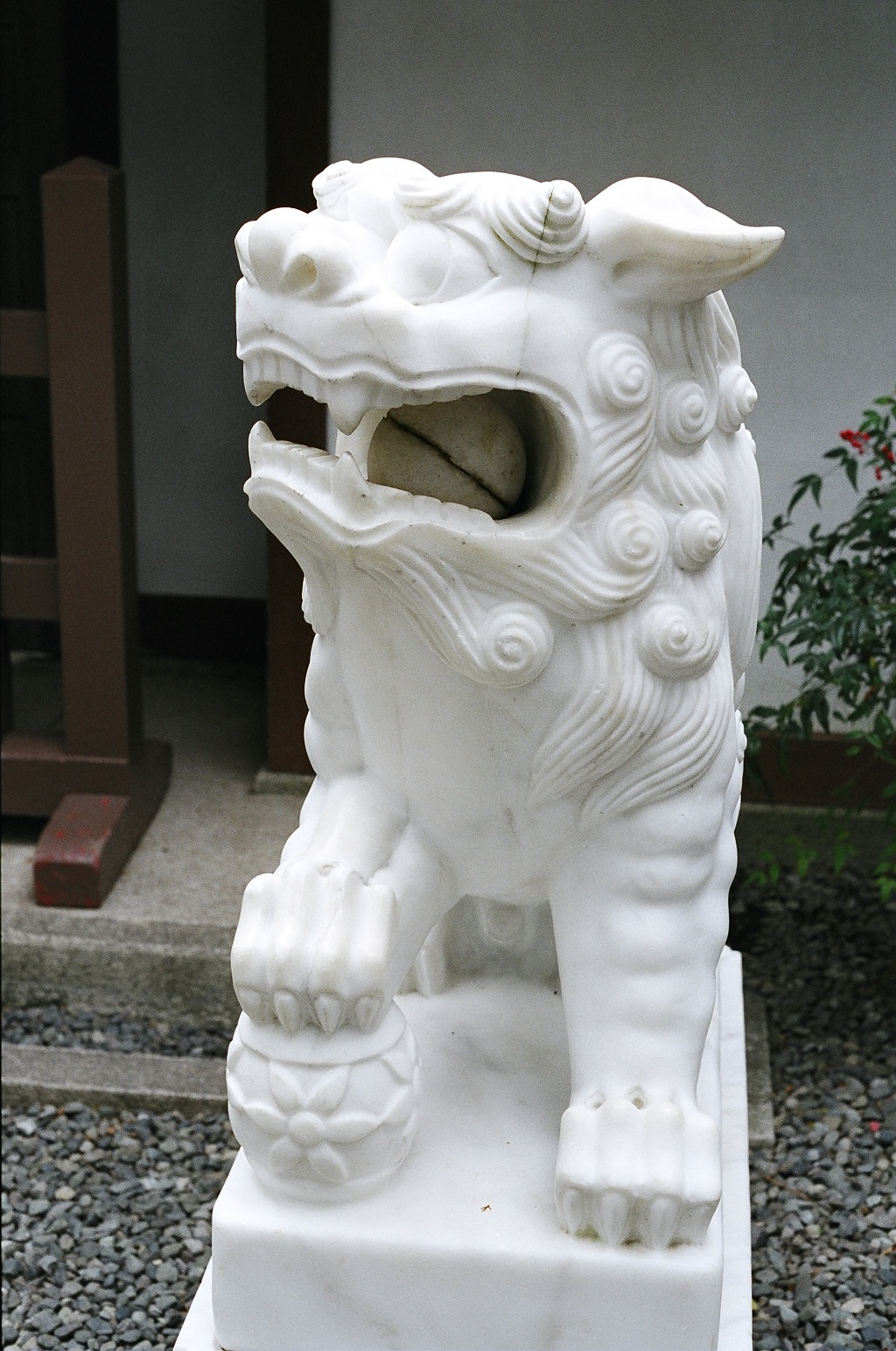
Мраморный лев у входа в Котоку-ин, Камакура, Япония

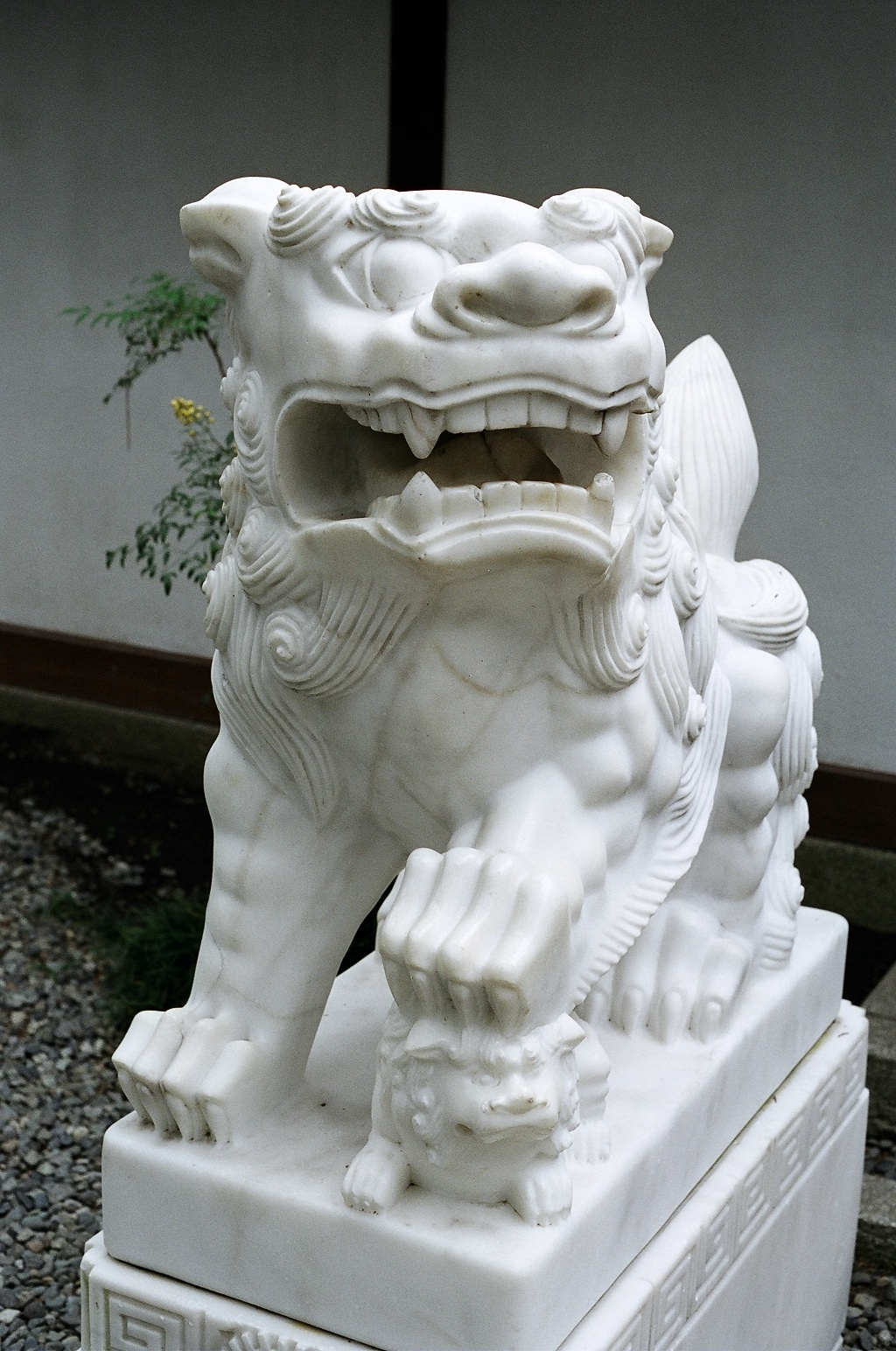
Мраморная львица у входа в Котоку-ин, Камакура, Япония

В соответствии с верованиями Древнего Китая, лев — мифический защитник Закона, страж сакральных сооружений. Он является символом могущества и успеха, царской власти и силы. В Корее, где китайскому льву соответствует корейская собака, его шкура считалась крепчайшей бронёй.
В Японии дзиси представляют собой смесь китайского льва и корейского пса, наделяясь теми же мифическими силами и способностями.

## Культовый смысл
Традиционно львы-стражи располагаются парой по обеим сторонам входа в святилище. При этом по правую руку обычно располагается лев, по левую — львица. Обычно лев придерживает лапой шар, который в буддийской традиции трактуется как тама (яп. 玉) — сокровище, символ буддийского знания, несущий свет во тьму и способный исполнять желания. Львица в таком случае обычно изображается придерживающей лапой львёнка. У парной скульптуры обычно одна фигура изображается с открытой пастью, другая — с закрытой. Это трактуется по-разному: как символ рождения и смерти; как символ открытости к добрым помыслам и неприятия злых, либо как визуальное обозначение первой и последней букв санскритского алфавита («а» и «у»). Вообще, открытая пасть должна отпугивать злых демонов, закрытая — удерживать и защищать добрых.

## В филателии
16 ноября 2017 года почта КНР и почта Камбоджи осуществили совместный выпуск из двух марок, посвящённый скульптурным изображениям льва в этих двух странах. На одной марке изображён Железный лев китайского города Цанчжоу, на второй — лев камбоджийского храма Пном-Бакхенг.

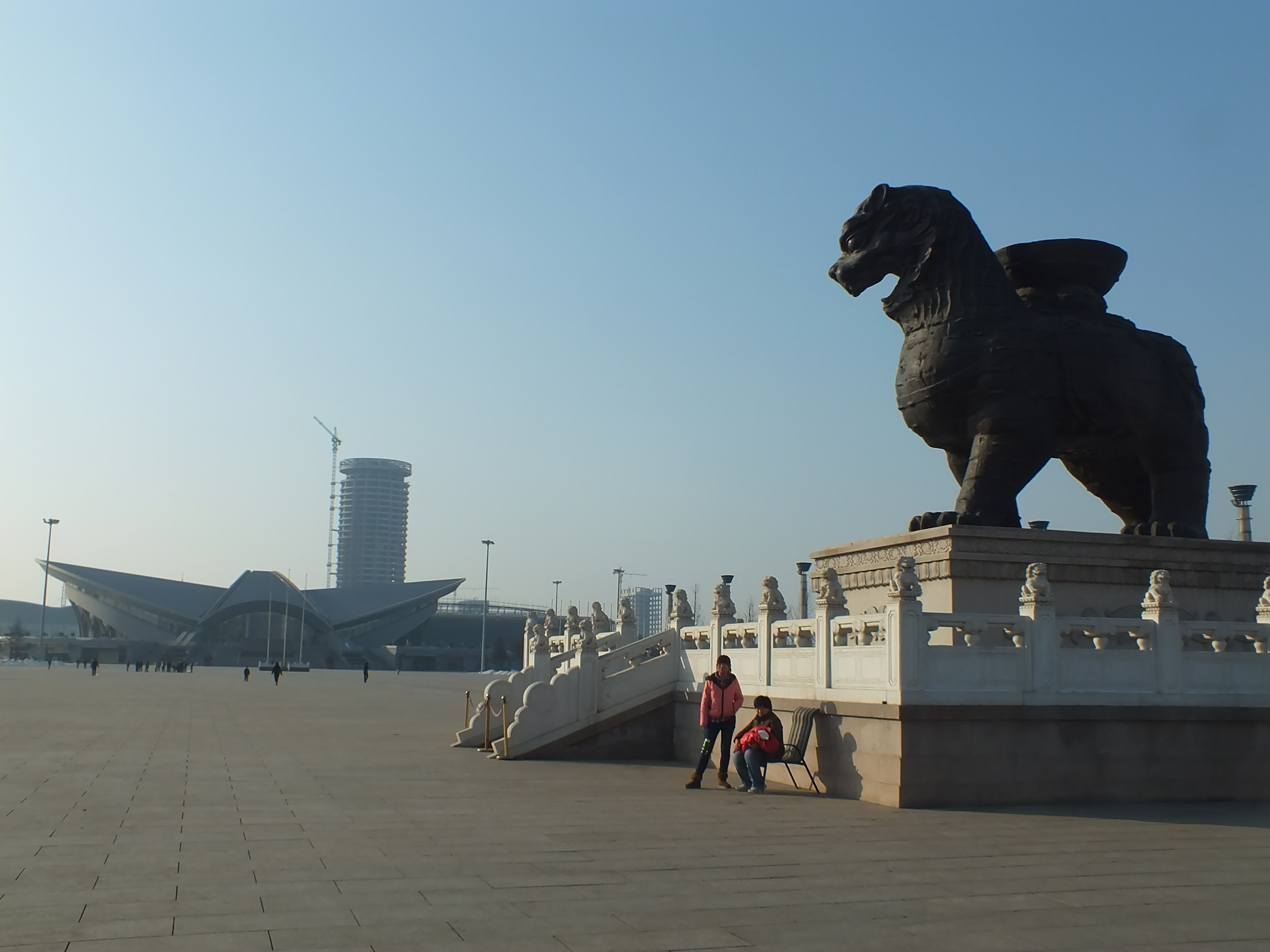
Чугунный лев Цанчжоу[кит.] (отлит в 953 г.), Цанчжоу, Китай
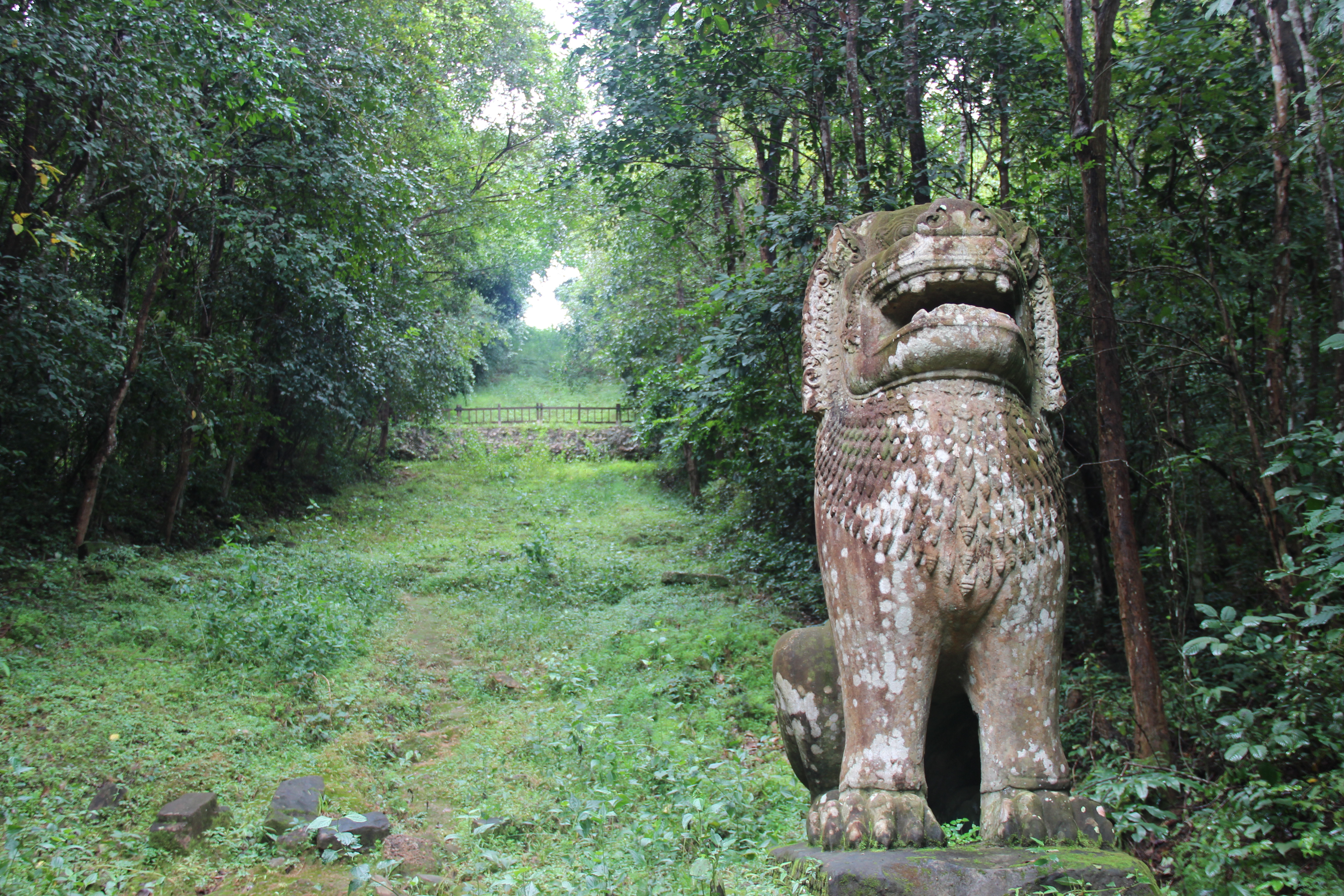
Каменный лев в Ангкоре на руинах шиваистского храма на горе Бакхенг[кхмер.] (907 г.),  Камбоджа

## Галерея

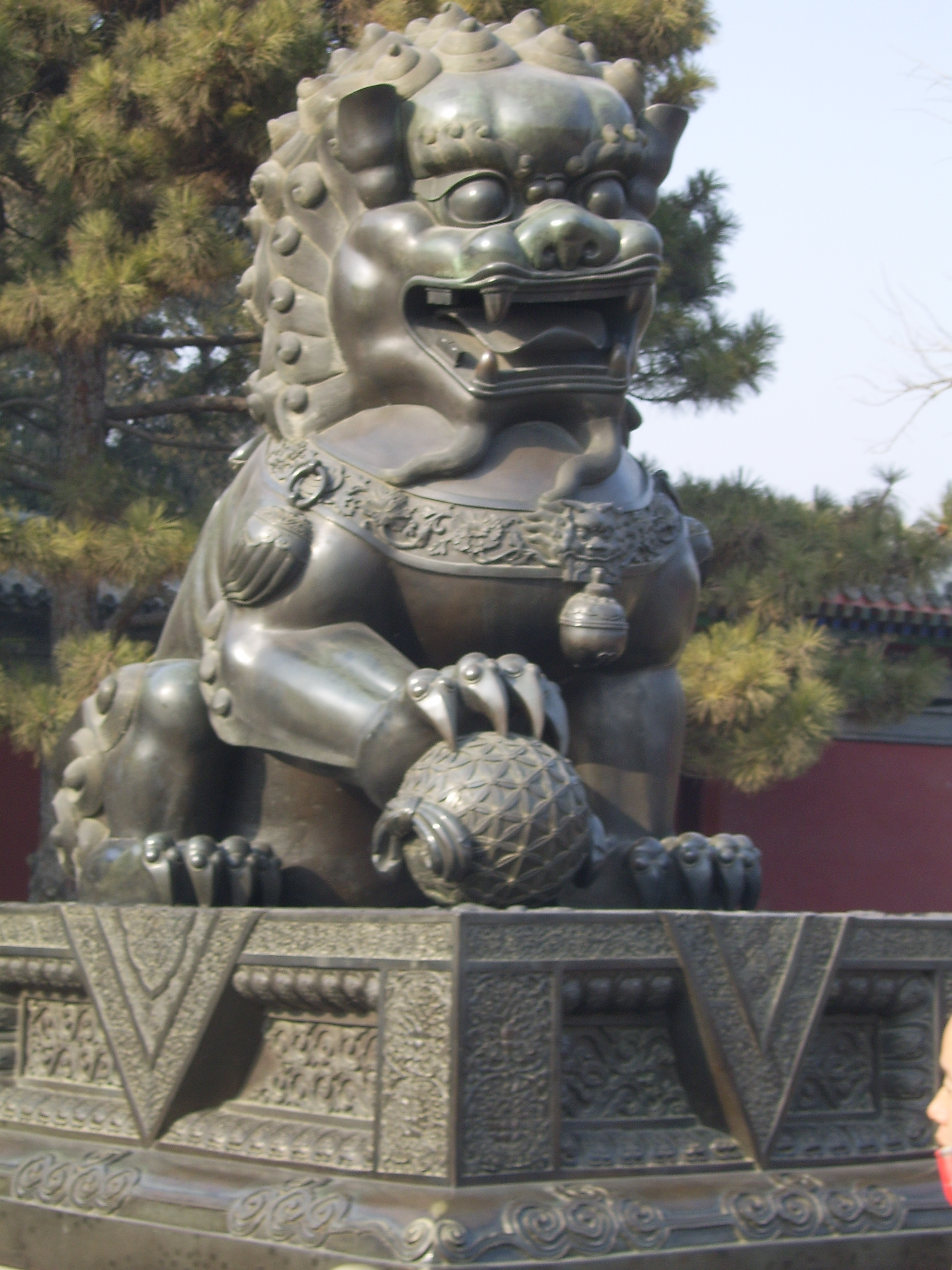
Медный лев-страж у входа в Павильон Доброжелательности и Долголетия, Летний дворец (Пекин)
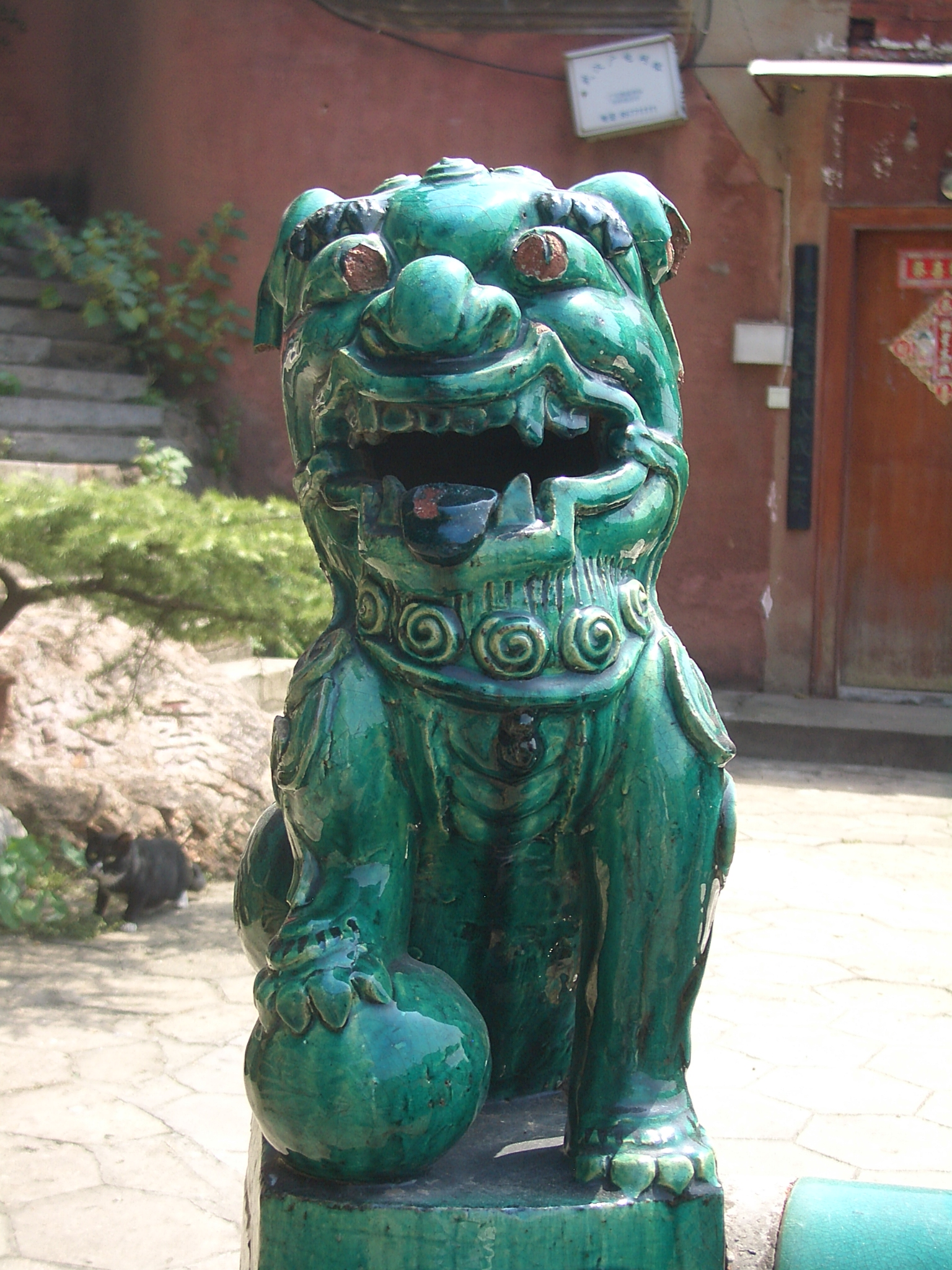
Весёлый лев в таоистском Храме Вечной весны[кит.], Ухань
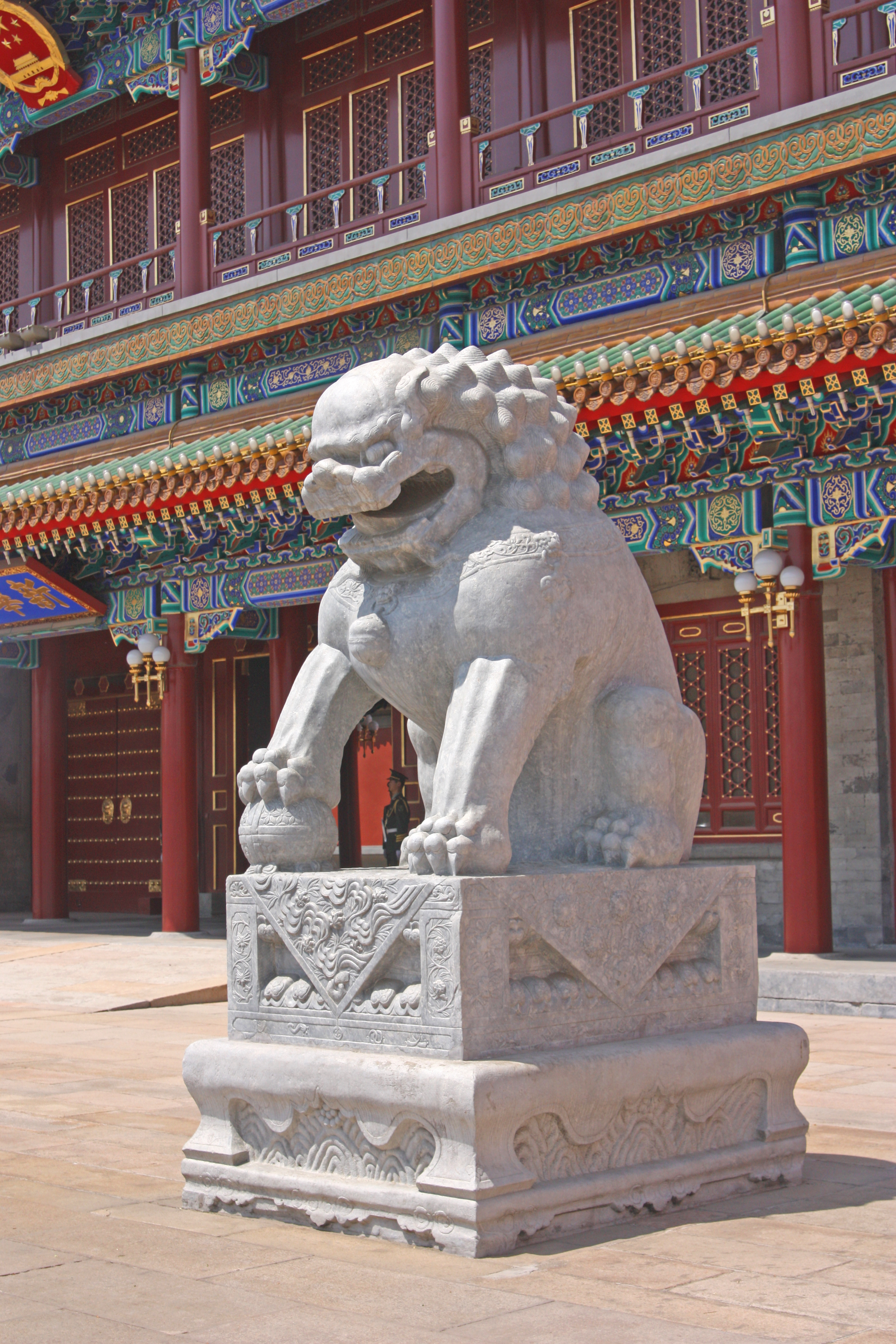
Каменный лев у ворот в Запретный город, Пекин
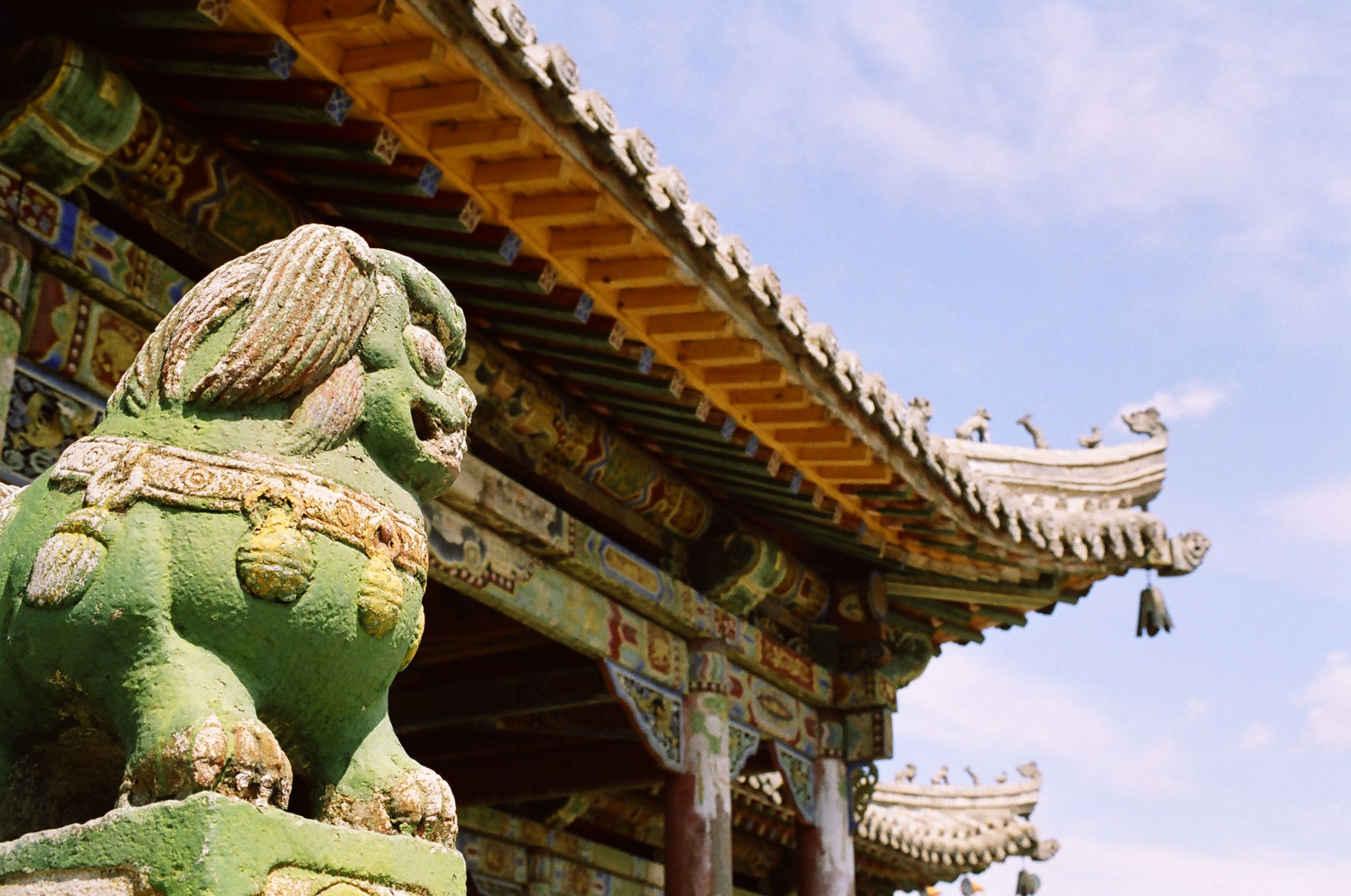
Лев-страж Зёлёного дворца[бел.], ургинской резиденции Богдо-гэгэна VIII
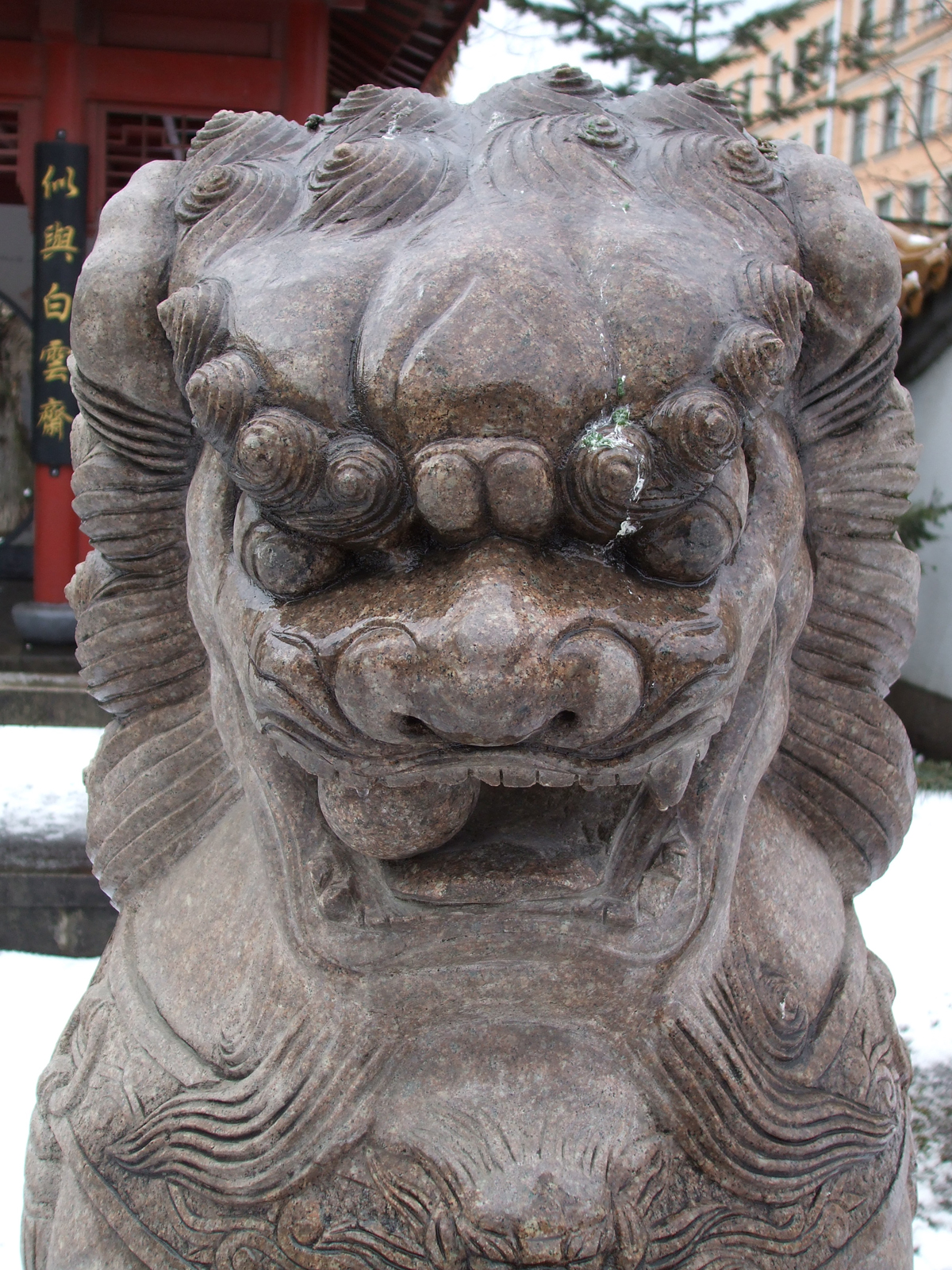
Один из львов на Литейном проспекте в Саду дружбы к 300-летию Санкт-Петербурга
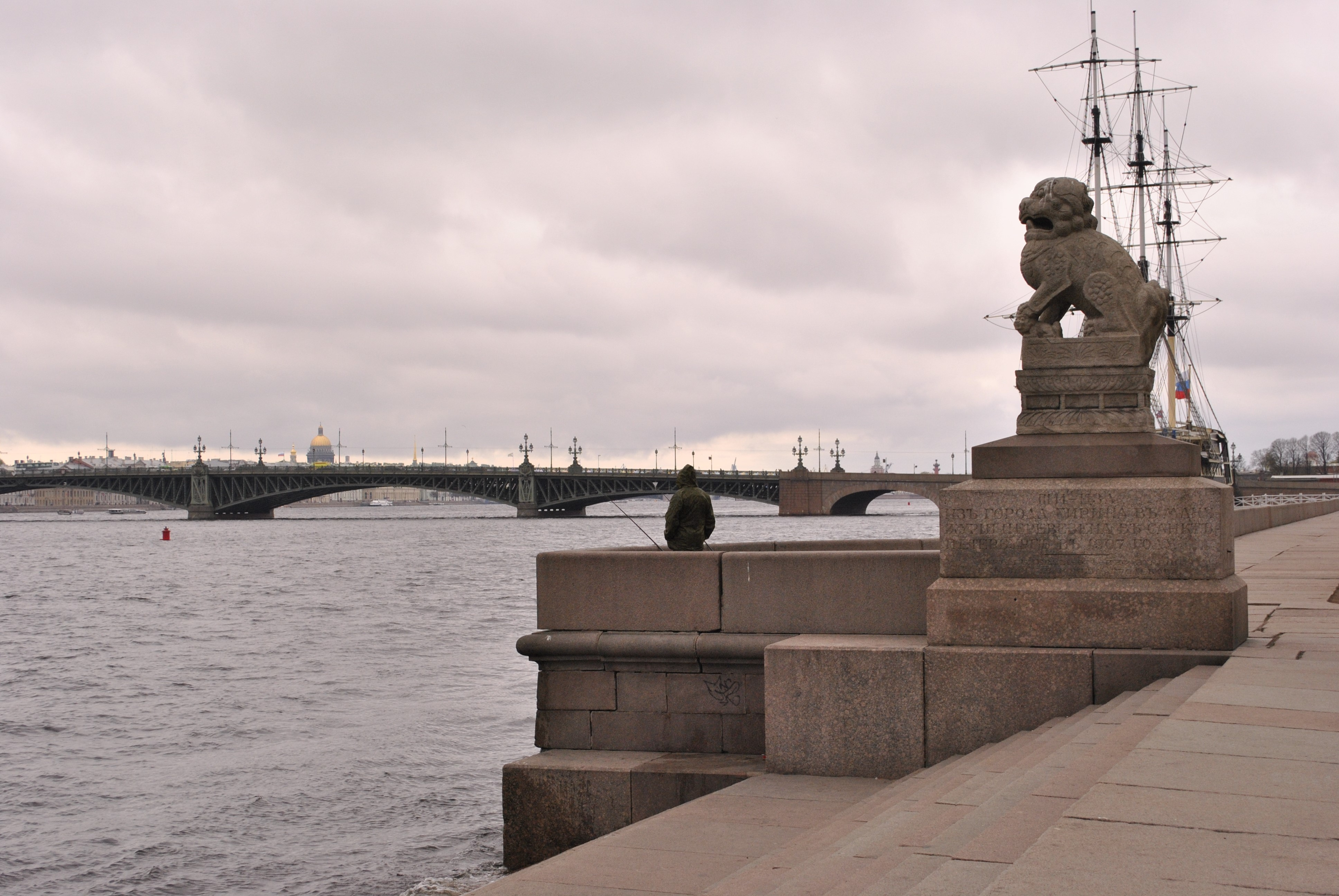
Ши-цза (Санкт-Петербург) на Петровской набережной
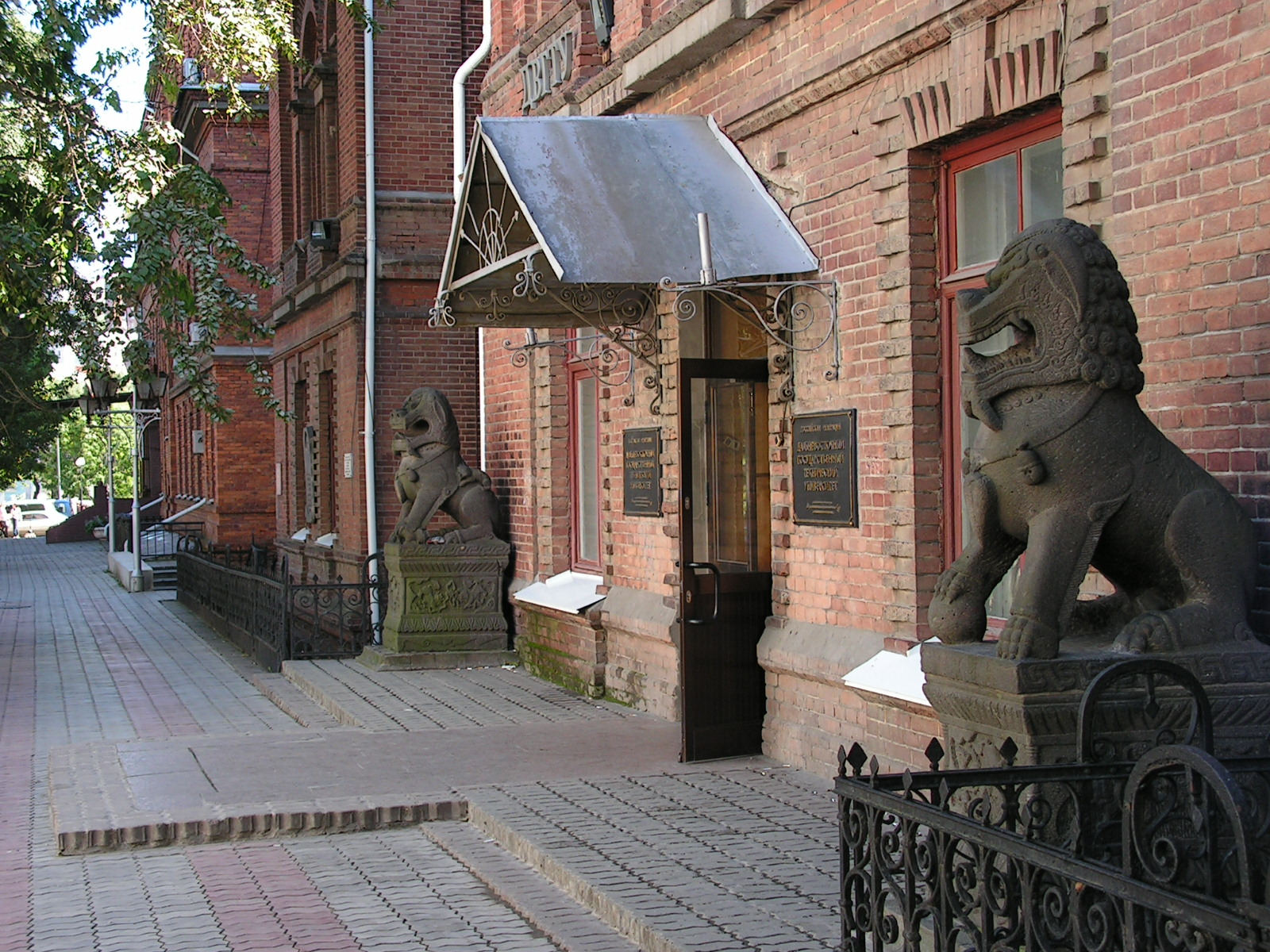
Львы у главного корпуса ДВГТУ, Владивосток
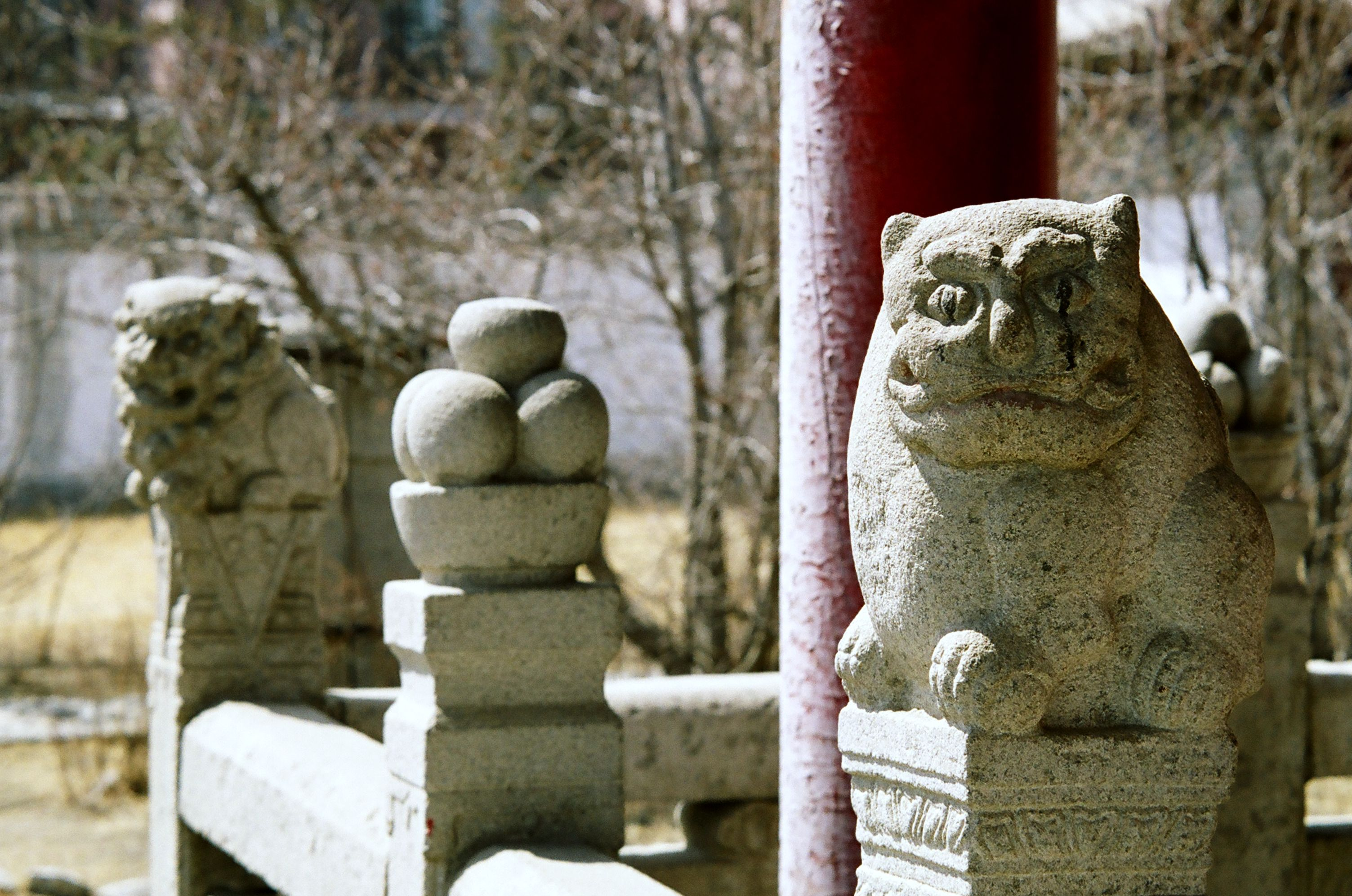
Стражи Дворца, подавляющего все виды чёрных демонов и творящего великое неколебимое блаженство, Улан-Батор, Монголия